# Raión de Stavysche
Stavysche (en ucraniano: Ставищенський район) es un raión o distrito de Ucrania en el óblast de Kiev. 
Comprende una superficie de 674 km².
La capital es la ciudad de Stavysche.

## Demografía
Según estimación 2010 contaba con una población total de 25237 habitantes.

## Otros datos
El código KOATUU es 3224200000. El código postal y el prefijo telefónico +380 4464.